# Mandchourie sous le contrôle de la dynastie Ming
1338–1616
Entités précédentes :
- Dynastie Yuan du Nord

Entités suivantes :
- Dynastie Qing

La Mandchourie sous le contrôle de la dynastie Ming est la période durant laquelle la dynastie Ming contrôle la totalité de la Mandchourie, soit une zone qui correspond actuellement à la Chine du Nord-Est et à la Mandchourie extérieure. La domination des Ming de la Mandchourie commence avec la conquête de cette dernière à la fin des années 1380, après la chute de la dynastie Yuan d'origine mongole, et atteint son apogée au début du XVe siècle avec la création de la Commission militaire régionale de Nurgan (chef-lieu : Nurgan). Durant les décennies suivantes, le contrôle que les Ming excercent sur la Mandchourie s'affaiblit considérablement. À partir des années 1580, Nurhachi (1558-1626), un chef du Clan Jurchen des Jianzhou, commence à prendre le contrôle de la plus grande partie de la Mandchourie, et la dynastie Qing établie par son fils fini par conquérir les terres des Ming et prendre le contrôle de la Chine elle-même.

## Histoire
L'Empire mongol a conquis au XIIIe siècle toute la Mandchourie, ce qui correspond actuellement à la Chine du Nord-Est et à la Mandchourie extérieure. Par la suite, cette région est rattachée aux terres de la dynastie Yuan fondée par Kubilai Khan. Après le renversement de cette dynastie Yuan en 1368 par la dynastie chinoise des Mingé, la Mandchourie reste sous le contrôle des Mongols de la dynastie Yuan du Nord. Les Yuan du Nord sont une nouvelle dynastie Mongole, fondée en Mongolie par le dernier empereur Yuan après qu'il eut été chassé de Chine. Pour garder le contrôle de la Mandchourie, qui portait le nom de province de Liaoyang sous la dynastie yuan, les Yuan du Nord donnent tout pouvoir au général Naghachu, un ancien fonctionnaire Yuan appartenant au peuple mongol des Uriankhai. Comme le nouveau maître de la Mandchourie devient de plus en plus puissant, les Ming décident de le vaincre au lieu d'attendre que les Mongols attaquent. En 1387, les Ming lancent une campagne militaire contre Naghachu, qui se termina par la reddition de ce dernier et la conquête de la Mandchourie par la dynastie Chinoise.

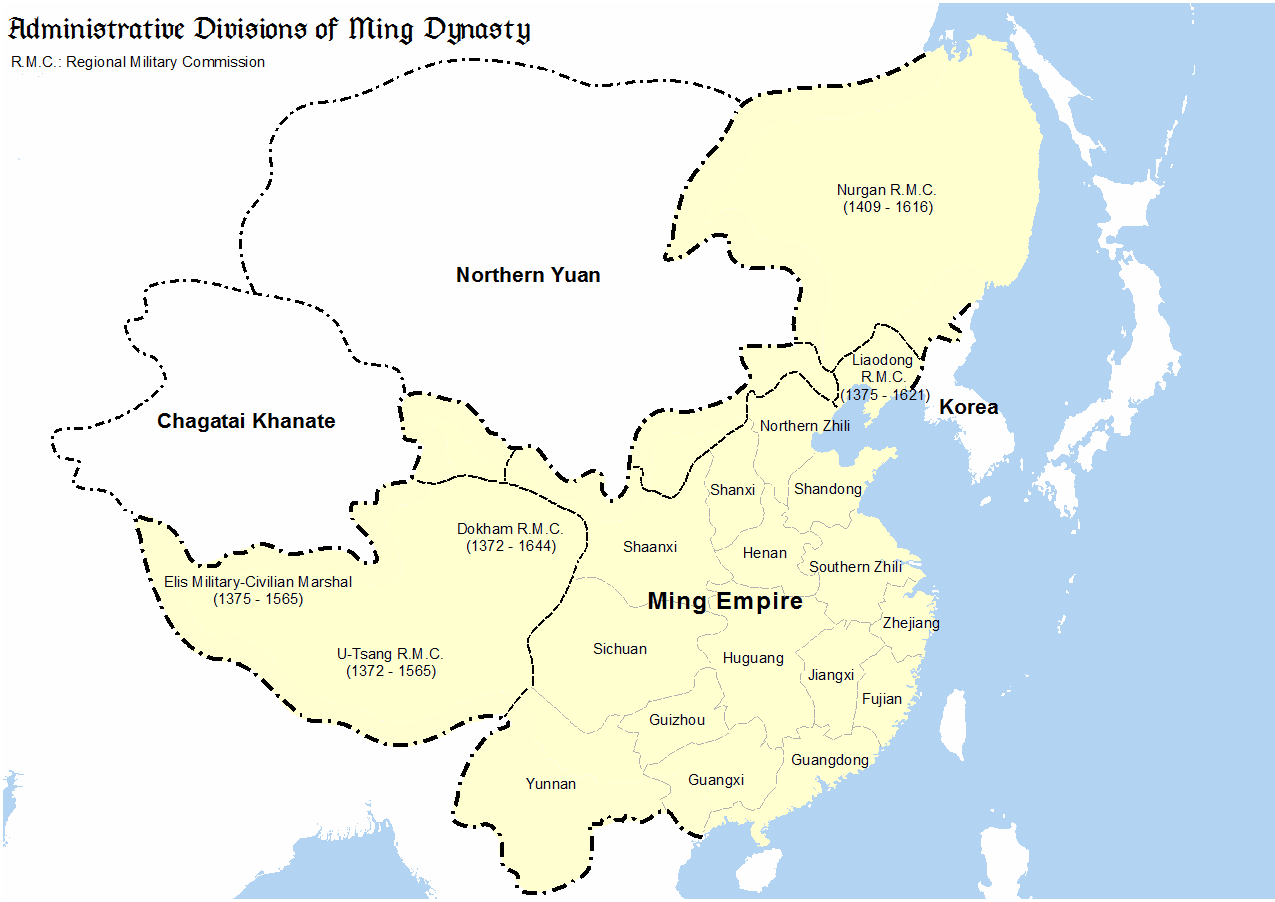
Les divisions administratives de la Dynastie Ming en 1409

Dans un premier temps, les Ming n'imposent pas aux Jurchens un contrôle aussi strcit que celui que les Mongols avaient mis en place. Ainsi, les Chinois ne mettent pas en place de taxes et n'installent pas de relais postaux au Liaodong et en Mandchourie du Nord, comme l'avait fait la dynastie Yuan, ce qui aurait favorisé le contrôle de la Chine sur la région. Malgré tout, la cour Ming entend bien garder un minimum le contrôle de la région et met en place des gardes (衛, wei) à Lingdong pendant le règne de l'empereur Ming Hongwu et plus tard en Mandchourie du Nord pendant le règne de l'empereur Ming Yongle. Ceci n’empêche pas les dirigeants Jurchen de continuer à percevoir les impôts et de lever des armées pour eux-mêmes. Finalement, la société Jurchen ne se sinicise pas et les gardes servent surtout à renouer avec la manière traditionnelle dont la Chine gère ses relations étrangères, préférant les protectorats militaires a la domination directe.

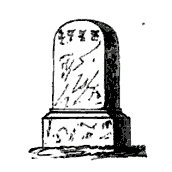
Dessins représentant la stèle du temple Yongning de 1413, réalisé par Ernst Georg Ravenstein (1834-1913).

À la fin du règne de Ming Hongwu, les grandes lignes de la politique Chinoise envers les Jurchens sont fixées, bien qu'il n'ait mis en place aucune véritable structure. En effet, si la plupart des habitants de la Mandchourie, à l'exception des tribus Jurchens les plus hostiles, sont en paix avec la Chine ; aucune relation approfondie n'est établie entre la chine des Ming et leurs voisins du nord-est. Le système de garnisons couvre à peine atteint la Mandchourie du Nord, et les règles pour le versement des tributs et le commerce sont encore relativement uniformes. C'est l'empereur Ming Yongle qui, une fois de plus, est responsable de l'élaboration du cadre des relations entre la dynastie Ming et les Jurchens. Il cherche a établir la paix avec les Jurchens et essaye de les empêcher de s'allier avec les Mongols ou les Coréens pour menacer les frontières chinoises. Pour contrôler les Jurchens, Yongle décide de mettre en place un système pérenne pour encadrer le versements de tributs et de commerce; ce qui présente un avantage à la fois pour ces voisins du nord-est, et pour les Ming, qui ont besoin de certains produits Jurchen. Enfin, l'empereur fait la distinction entre le Liaodong et les autres régions de peuplement Jurchen situées plus au nord. Le Liaodong doit être intégré au système administratif des Ming, avec la création d'une commission militaire régionale et d'un ensemble proportionnel d'obligations militaires et fiscales similaires à celles imposées aux provinces chinoises, et généralement remplies par ces dernières. En Mandchourie du Nord, l'empereur Yongle créé une série de garnisons et fait en sorte que l'influence de la Chine remplace celle de la Corée parmi les Jurchens. Il fait régner la paix dans les terres Jurchen adjacentes aux fleuves Tumen, Amour, Songhua et Ussuri, et le gouvernement chinois développe une expertise sur la manière de gérer les différents groupes et dirigeants Jurchen. L'influence culturelle et religieuse chinoise se répand parmi les peuples vivant dans la région du fleuve Amour, comme les Udeghes, Ulchis et Nanais; qui adoptent des traditions chinoises, comme le Nouvel An chinois et les "dieux chinois", les motifs chinois comme les dragons, les spirales, les rouleaux et les biens matériels comme l'agriculture, l'élevage, le chauffage, les marmites en fer, la soie et le coton .
Cependant, la création d'une garde et de garnisons n'implique pas nécessairement un contrôle politique. En 1409, l'empereur Yongle, établit la Commission militaire régionale de Nurgan sur les rives de l'Amour, et Yishiha, un eunuque appartenant au clan Jürchens Haixi, est chargé de mener une expédition à l'embouchure de l'Amour pour pacifier les Jurchens encore rebelles. L'accueil que lui ont réservé les chefs Jurchen est cordial, et il répond en leur offrant des cadeaux. Ils ont, à leur tour, accepté la création par les Ming de la Commission militaire régionale de Nurgan et l'envoi d'une mission d'hommage pour accompagner Yishiha à la cour. En 1413, l'empereur envoie de nouveau Yishiha à Nurgan pour rencontrer les chefs Jurchen et construire le temple Yongning afin de promouvoir le bouddhisme parmi les moins sédentarisés des Jurchen. Il existe des preuves indiquant qu'il a atteint l'île de Sakhaline pendant l'une de ses expéditions sur le cours inférieur de l'Amour, et qu'il a accordé des titres Ming à un chef local. Ses efforts ont été bien accueillis parce qu'il était bien informé des us et coutumes des Jurchen. Les tributs et le commerce en provenance de Nurgan commencent à affluer en Chine ; les chefs Jurchen acceptant l'attribution des titres par les Ming. Le bouddhisme est promu parmi les peuples autochtones et les communications ainsi que le commerce sont facilités par les postes postales établies à Nurgan. Pourtant, la cour Ming n'a pas d'emprise sur la vie politique des Jurchens du Nord, elle se contente de maintenir une présence à l'extrême nord-est de la Mandchourie. Après la mort de l'empereur Yongle, cette présence devient de plus en plus difficile à maintenir. Selon la Collection des statuts de la Dynastie Ming (en), les Ming ont établi 384 gardes et 24 bataillons en Mandchourie, mais ce n'étaient probablement que des postes existant sur le papier.
La Commission militaire régionale de Nurgan est abolie en 1435, 11 ans après la mort de l'empereur Yongle, et la cour Impériale Ming cesse de mener des activités importantes en Mandchourie, bien que les garnisons soient maintenues. À la fin de la période Ming, la présence politique Chinoise en Mandchourie s'est considérablement affaiblie, même si la Cour Impériale continue de donner des titres aux chefs Jurchen. Ironiquement, c'est en fait les peuples de cette région qui ont causé la chute de la dynastie Ming. À partir des années 1580, Nurhachi (1558-1626), un chef Jurchen du clan Aisin Gioro, commence à prendre le contrôle réel de la majeure partie de la Mandchourie au cours des décennies suivantes, bien qu'il soit théoriquement un vassal des Ming. En 1616, il se proclame « Khan du Grand Jin » et fonde la dynastie des Jin postérieurs (後金, hòu hīn). Deux ans plus tard, il émet les Sept Griefs contre la tyrannie impériale, qui visent directement les Ming, et rejette ouvertement la souveraineté de la Chine sur la Mandchourie, avant de commencer à lutter contre ses anciens maîtres. En 1644, sa dynastie est rebaptisée dynastie Qing par son fils Huang Taiji, qui réforme l'armée Mandchoue, ouvrant ainsi la voie à la conquête de la dynastie Ming par les Mandchous

## Voir également
- Campagne de la Dynastie Ming contre l'Uriankhai
- Commission militaire régionale de Nurgan
- Quatrième domination chinoise du Viêt Nam
- Relations entre la Chine et le Tibet durant la dynastie Ming
- Dynastie Yuan du Nord
- Transition des Ming aux Qing
- Mandchourie sous le contrôle de la dynastie Yuan
- Mandchourie sous le contrôle de la dynastie Qing
- Histoire de la Mandchourie